# Дуэнде

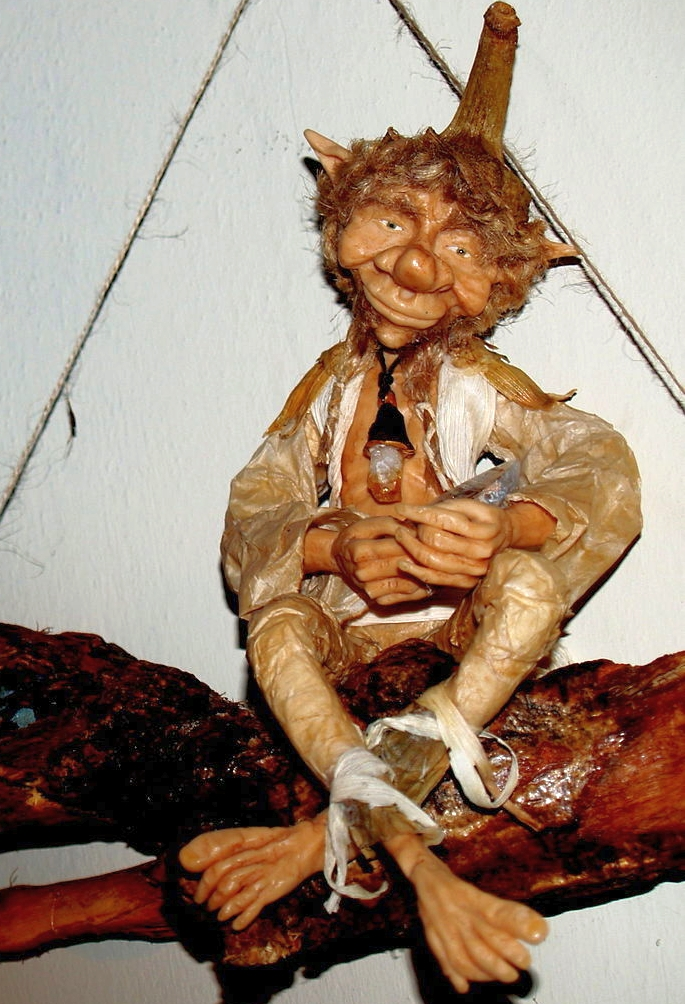
Кукла в виде дуэнде.

Дуэ́нде (исп. Duende, порт. Duende) — персонажи испанского и португальского фольклора. 
Дуэнде во многом схожи со сказочными персонажами других стран: гномами, гоблинами, домовыми, кобольдами и так далее.

## Описание
Дуэнде — это сверхъестественные существа, которых, по преданию, нельзя прогнать ни молитвами, ни святой водой. Единственный способ избавиться от них — это сменить место жительства, взяв с собой только необходимые вещи.
Ростом дуэнде «около двух футов» (60 сантиметров). Они могут становиться невидимыми, а также менять облик. Из одежды дуэнде предпочитают зелёные, красные или серые наряды, и обязательно носят шляпки или колпаки.
Дуэнде появляются ночью, пугают людей, не давая им уснуть, после чего исчезают задолго до восхода солнца. Они имеют свойство передвигать предметы, седлать людей и кататься на них по комнатам, петь. Впрочем, за кружку молока дуэнде могут и работать на пользу человеку: чинить сломанные вещи, убирать в доме.
Существо имеет некие сходства с такими, как: Ниссе, Красный Карлик Детройта, Клурикон и другими.